# Священный царь
Священный царь, или царь священнодействий (лат. rex sacrorum, rex sacrificus, rex sacrificulus), — второй по значимости после верховного понтифика служитель культа в Древнем Риме после провозглашения Республики (510/509 год до н. э.). В частности, он выполнял:
- религиозные обряды (лат. sacra publica) во всех календах, ранее совершавшиеся царями;
- умилостивление богов при появлении дурных предзнаменований;
- объявление (лат. editio) надходящих праздников при нундинах (считается, что эта функция в своё время была отменена Гнеем Флавием).

Священный царь жил на Священной дороге (лат. via Sacra), его должность была пожизненной. Первые священные цари были патрициями и назначались авгурами на основании решения понтификов.
Жена священного царя носила титул regina sacrorum («священная царица»). В день изгнания царей (лат. regifugium) она совершала в комиции жертвоприношение. Должность священного царя была упразднена, предположительно, Феодосием I в 390 году.

## Священные цари
- Маний Папирий (509 год до н. э. — ?) (Дионисий Галикарнасский, Римские древности, V, 1, 4)
- неизвестные
- Луций Постумий Альбин (ок. 275/274/270 года до н. э.)
- неизвестные
- Марк Марций (? — 208 год до н. э.) (Ливий, История от основания города, XXVII, 6, 16)
- Гней Корнелий Долабелла (208 год до н. э. — 180 год до н. э.) (Ливий, История от основания города, XXVII, 36; XL, 42, 8)
- Публий Клелий Сикул (180 год до н. э. — ?) (Ливий, История от основания города, XL, 42, 11)
- неизвестные
- Гай Юлий Цезарь (?)
- неизвестные
- Луций Клавдий (ок. 50 года до н. э.)
- неизвестные
- Гней Хозидий Гета (ок. 40 года н. э.) (?)
- неизвестные
- Гней Пинарий Корнелий Север (ок. 110-х годов н. э.) (PIR ² C 1453)
- неизвестные